# التهاب مری
التهاب مری را ازوفاژیت (به انگلیسی: Esophagitis)می‌نامند. ازوفاژیت ممکن است موجب سوزش سردل، درد قفسه سینه، بلع دردناک شود.

## علت
علل ازوفاژیت می‌تواند میکروبی (به خصوص در افراد با ضعف ایمنی)، قارچی (کاندیدا آلبیکانس)، ویروسی (مانند هرپس)، ناشی از آسیب شیمیایی یا حرارتی (مانند سوختگی با اسید)، ریفلاکس معدی مروی، ناشی از داروها مانند آلندرونیت و تتراسیکلین و فنی توئین یاناشی از سوء مصرف الکل باشد.